# Qarah Tīkān
Qarah Tīkān (persiska: قره تیکان, Qareh Tīkān) är en ort i Iran.   Den ligger i provinsen Khorasan, i den nordöstra delen av landet, 800 km öster om huvudstaden Teheran. Qarah Tīkān ligger 521 meter över havet och antalet invånare är 282.
Terrängen runt Qarah Tīkān är kuperad. Runt Qarah Tīkān är det ganska tätbefolkat, med 155 invånare per kvadratkilometer. Qarah Tīkān är det största samhället i trakten. Omgivningarna runt Qarah Tīkān är i huvudsak ett öppet busklandskap.